# Szarvaskői templom
A szarvaskői Keresztelő Szent János születése római katolikus templom, klasszicista stílusban épült, Pyrker János László egri érsek megbízásából Szarvaskő délnyugati peremén, 1840 és 1845 között.

## Története

### Előzmények
Szarvaskő plébániáját az 1332-1337. évi pápai tizedjegyzék, Sub Castro Episcopi (püspökvár alatti) megnevezéssel illeszti be felsorolásába. Ennek a 14. századi tizedjegyzéknek alapján Szarvaskő első fatemplomának védőszentje, a késő középkor legnépszerűbb francia szentjeinek egyike, Szent Egyed volt. Ezért a falu búcsúnapja ekkoriban szeptember 1-én volt. Szarvaskő plébániájáról ettől kezdve, egészen 1705-ig nem maradt fenn írásos dokumentum.
A falu imaházát 1732-től említi írásos forrás. 1767-ben az egri püspök-földesúr, Eszterházy Károly engedélyével épült fel az új fatemplom, amelyet a falu Nagyboldogasszony tiszteletére emelt. Ezért ekkoriban - a katolikus egyház legnagyobb Mária-ünnepén - minden év augusztus 15-én tartották a szarvaskői búcsút. A templom kicsi, szűk, fa karzattal, orgona, keresztkút és sekrestye nélküli volt. A különálló, ugyancsak fából készült haranglábban két harang volt. 1705-ben állították fel a felsőtárkányi plébániát, Felnémet és Szarvaskő fíliával amelyek 1789-ig tartoztak Felsőtárkányhoz. Ekkor történt ugyanis, hogy 1789-ben újra felállították az önálló felnémeti plébániát, Szarvaskő fíliával, amely a mai napig is így működik.

### Építése

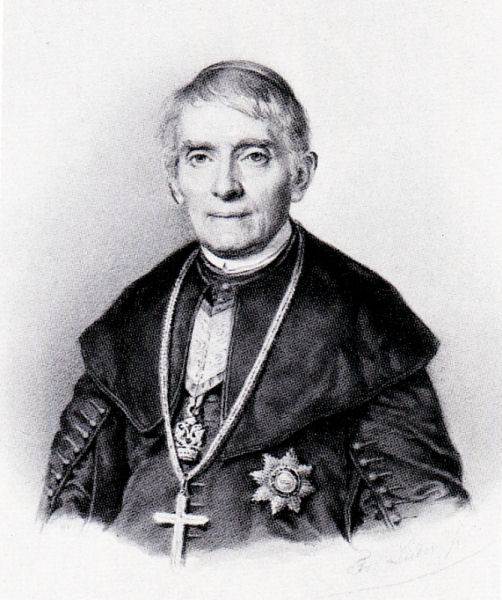
Pyrker János László a szarvaskői templom építtetője

Az 1767-ben épült szarvaskői fatemplom, az 1810-es évektől egyre rosszabb állapotba került. 1819-ben kidőlt a templom kapuja, 1838-ra pedig már életveszélyessé vált. Az akkori plébános új templom építését kérte az egri érsektől, Pyrker János Lászlótól, aki 1840-ben kezdte el az új templom építését.
Bár Povolni Ferenc egri építőmester már 1810-ben elkészítette a terveket, amelyben egy kicsiny, de igen magas építészeti színvonalú, kupolás körtemplom építését javasolta. Pyrker érsek azonban egyszerűbb, de nagyobb templomot akart, és ezt Strelmeinwöger Mihállyal, az egri főszékesegyház építőmesterével terveztette és építtette meg. A kőfaragó munkákat Benkovics Mihály és Ledek Antal egri mesterek végezték. A templomot 1845-ben szentelték fel, Keresztelő Szent János születése tiszteletére. Ettől kezdve a szarvaskői búcsú napja június 24.-ke.

## Az épület
Domboldalon álló, egyhajós, északkeleti homlokzati középtornyos, egyenes szentélyzáródású
templom, a szentély déli oldalán féltetős sekrestyével.
A toronytest délkeleti oldalán az övpárkány alatt egy négyzetes ablak található, az övpárkány felett pedig mind a négy oldalon fazsalus, félköríves toronyablakok helyezkednek el. A templomtorony teteje, bádog lemezzel fedett, négy élű boltozatos sisak. A templomhajói részen, a déli és az északi oldalhomlokzat azonos. A széles falsávok között nagy félköríves ablakok, ami a szentély oltári részén, kisebb méretben, de mindkét oldalon megismétlődik.
A műemlék törzsszáma: 2150, helyrajzi száma: 68. KÖH azonosító: 5628 

## Berendezése
- A főoltár nem hiteles források szerint a felnémeti templomból származik.[3]
- A főoltárkép félkörös alakú, ökörszemes keretben, Jézus Keresztelő Szent János általi megkeresztelését ábrázolja a Jordán vizében. Jézus vörös drapériába van burkolva, mellette Keresztelő Szent János lila ágyékkötőben. A háttérben bokros, fás táj, fent, lebegő angyalok között az Atya Isten és a galamb látható. Az oltárképet olajvászon Balkay Ferenc festette 1844-ben.[2]
- Az oltárasztal szarkofág alakú, gazdag rokokó fafaragással, ami fehérre van festve, középen Barkóczy Ferenc egri püspök címere látható.
- A szentély lépcsővel emelt, szűkebb és szintén négyzetes, a hajó kialakítását ismétli. A hajót a szentélytől egy tompa kosáríves diadalív választja el.
- A padok egyszerű tölgyfa padok két sorban.
- A szószék tölgyfából készült egyszerű, hengeres kosárral és kúpos hangvető tetővel, klasszicista stílusú, aranyozott szegélysávokkal.
- A hajó négyzetes alaprajzú, csehboltozattal fedett. A hajó bejárat felőli oldalán található a karzat.[1]
- A kórus egyenes mellvédes, amely két pillérre támaszkodik.
- Az orgona lábfújtatós, fémsípos faorgona, amelyet 1914-ben kapott a templom. Az orgonát a 20. század közepén, a szarvaskőről elszármazott Cseh István orgonakészítő mester restaurálta.[3]

## Harangok
A templom tornyában két harang található.
- A nagyharang vállánál palmetta-szövedékes gyűrű alkot fonadékot. Köpenyén pedig biedermeier koszorúban a következő felirat olvasható: „Öntötte Karbetsch Márk Egerben.”  A harang másik oldalán kálváriacsoport domborműve látható. A nagyharang a 19. század közepén készült, de 1988-ban megrepedt és újra kellett önteni. Az új nagyharang felirata: „Isten dicsőségének szolgálatában megrepedt harangot, Keresztelő Szent János tiszteletére újra öntették a Szarvaskői róm. kat. hívek 1963-ban, Bucsák István harangöntővel Őriszentmiklóson.”
- A kis harang felületén semmilyen felirat nincs.[3]

## Érdekesség
- Az ugyancsak klasszicista stílusban épült egri székesegyház, az eredeti tervek szerint négy toronnyal épült volna meg, de végül is csak két toronnyal készült el. Nem hiteles forrás szerint az elmaradt két torony költségéből épült fel Szarvaskő új kőtemploma.[3]

## Képgaléria

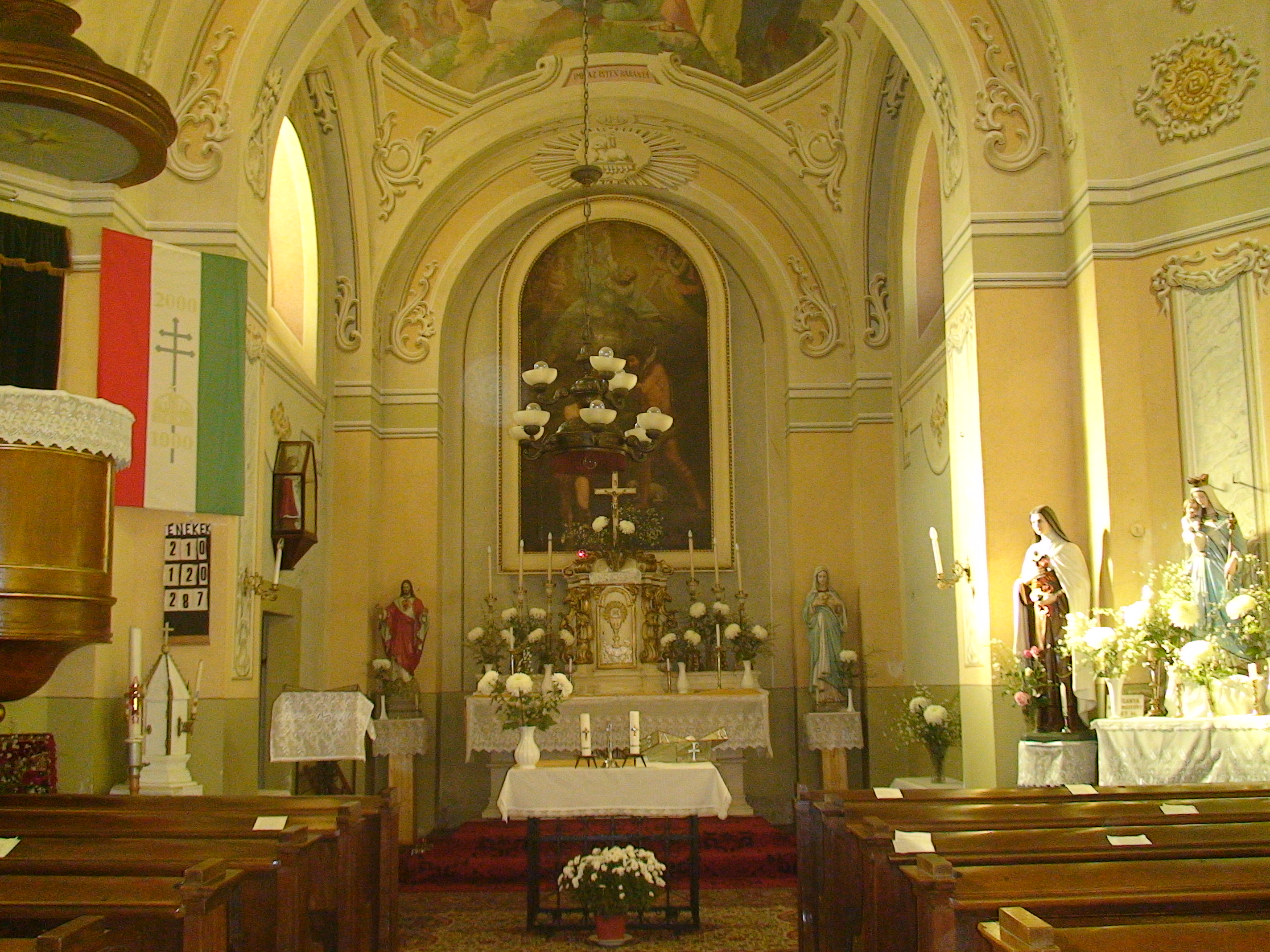
A szarvaskői templom belső tere
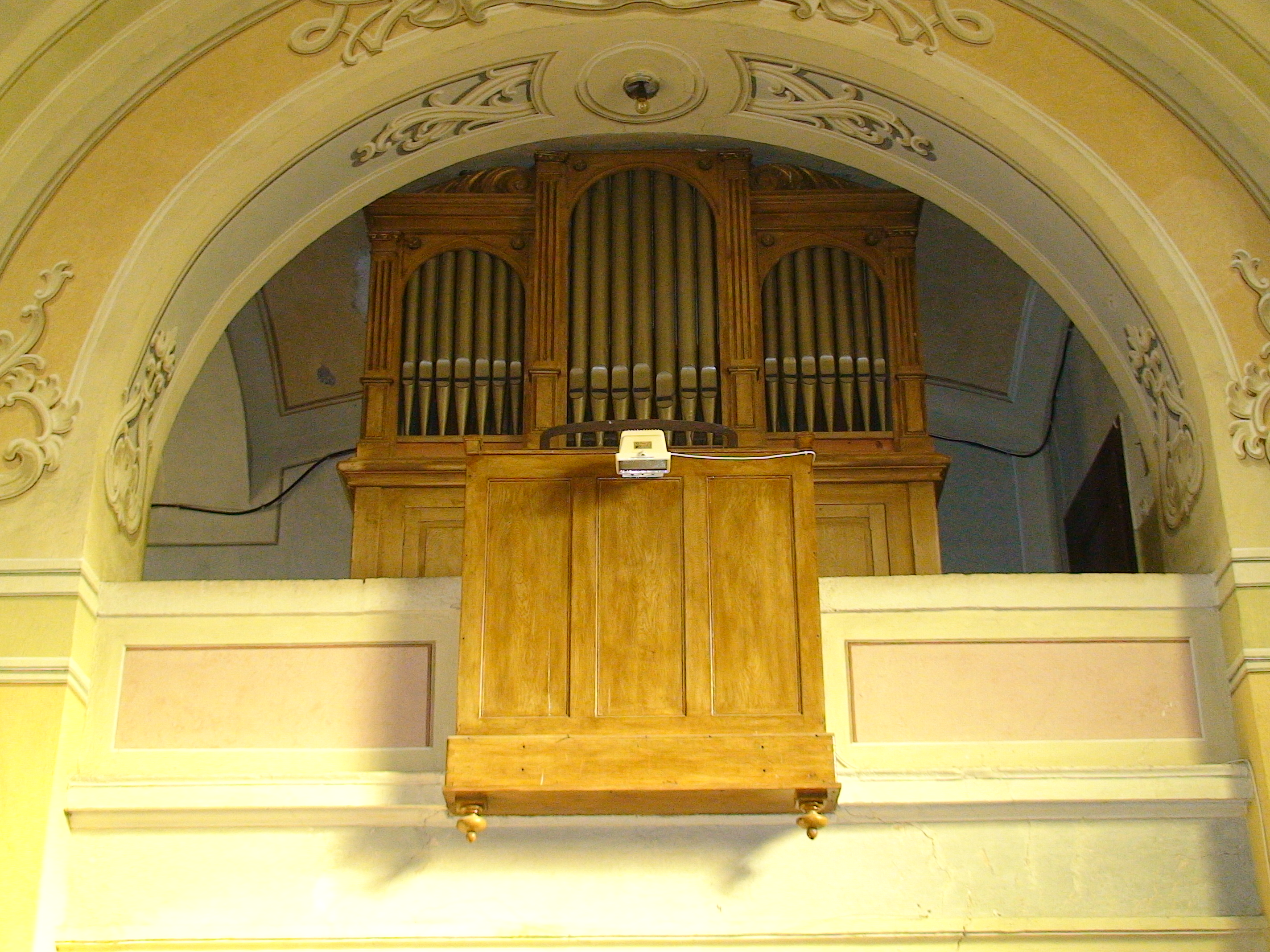
A templom orgonája
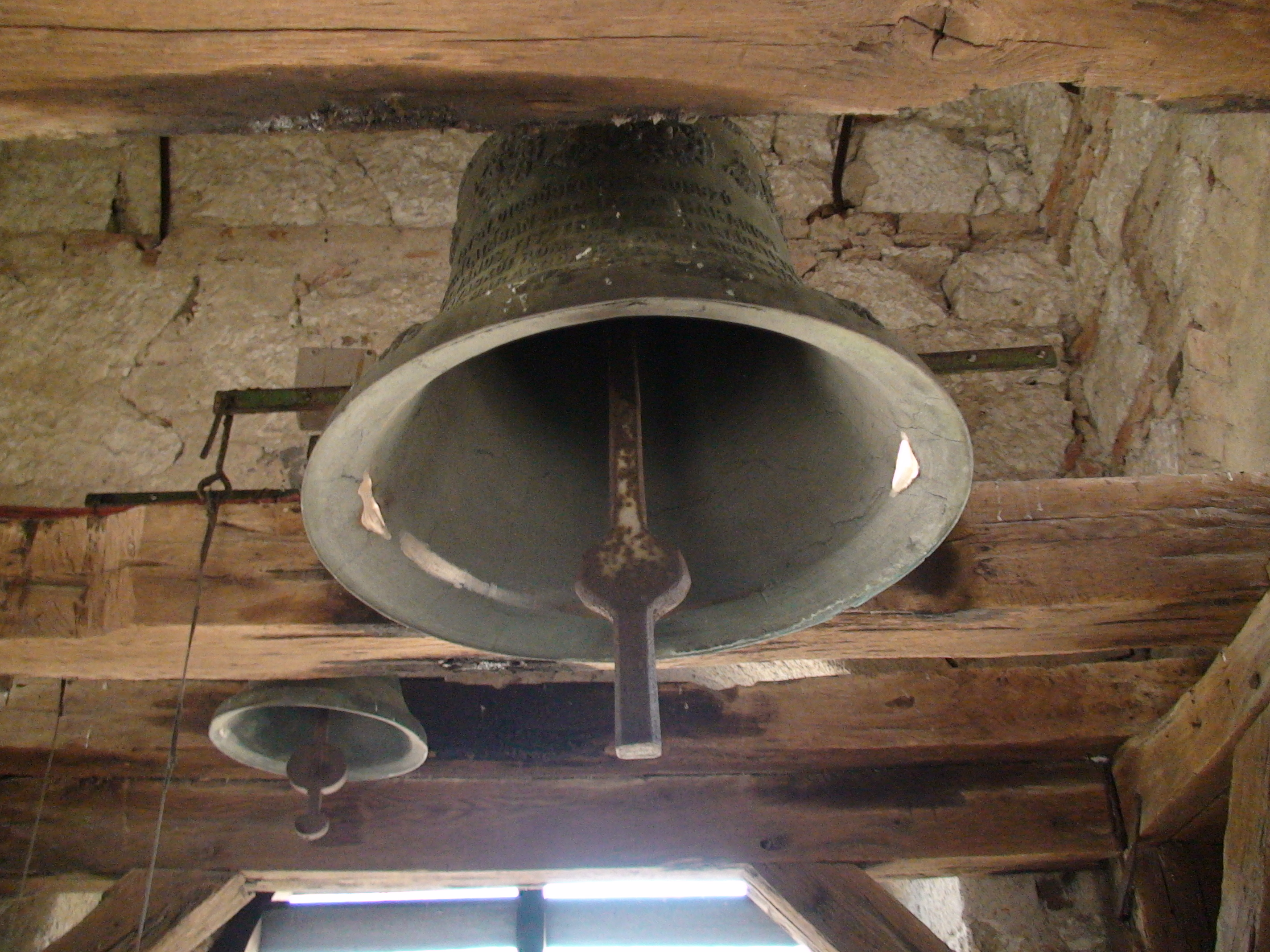
A szarvaskői templom harangjai
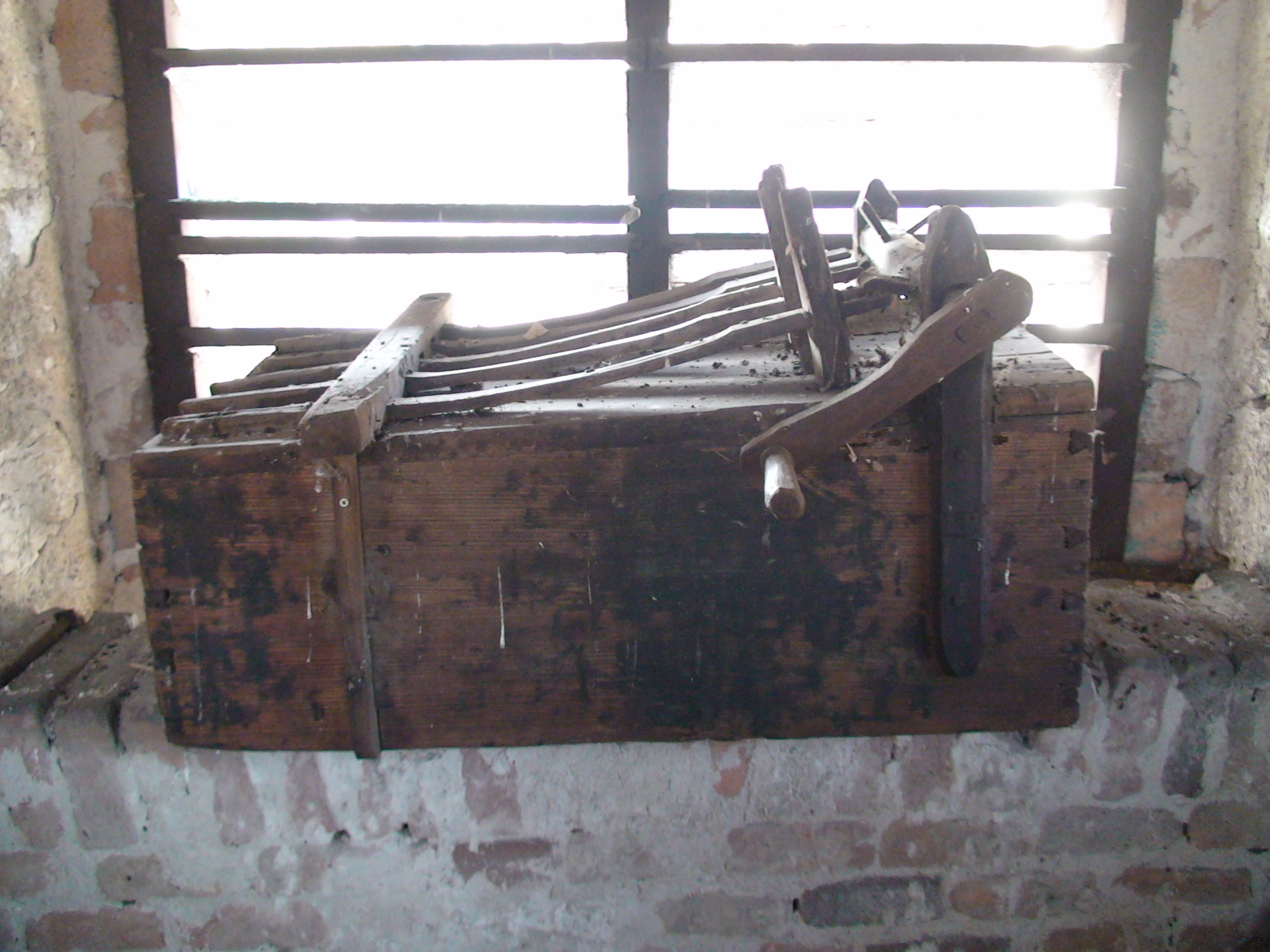
A templom kereplője
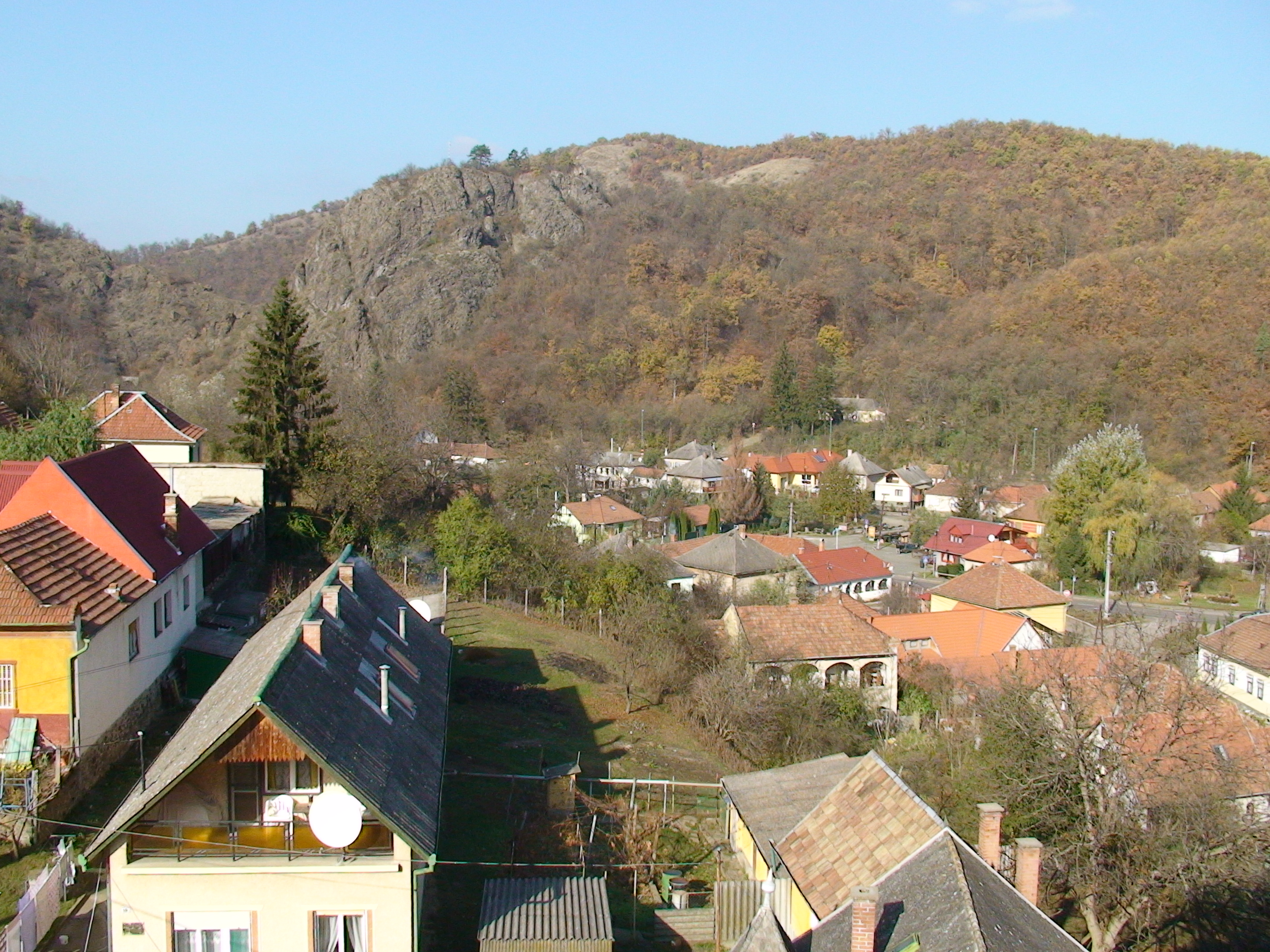
Kilátás a templom tornyából